# Araceli González
Araceli Edith González (Buenos Aires, 19 de junio de 1967) es una actriz, modelo y presentadora argentina.

## Biografía
Araceli nació en el barrio porteño de Villa Lugano. Hizo parte de la escuela primaria en el Colegio Sagrada Familia. Cuando tenía ocho años, sus padres se separaron, y ella se fue a vivir con su madre y hermano a la ciudad de Haedo, en el Gran Buenos Aires. Al finalizar la secundaria se mudó a Ramos Mejía.

## Vida personal
Entre 1988 y 1991 estuvo casada con Rubén Torrente, con quien tuvo una hija, Florencia Torrente, nacida en 1988, quien es actriz y modelo.
Entre 1997 y 2002 formó su segundo matrimonio con el actor y productor Adrián Suar, con quien tuvo un hijo Tomás Kirzner, nacido en 1998, quien es actor.
Se casó por tercera vez en 2013 con el actor Fabián Mazzei, luego de seis años de relación.

## Carrera
A la edad de 12 años debutó en una publicidad de granadina. Al terminar la primaria se muda a Ramos Mejía, La Matanza donde cursó la escuela secundaria en el Colegio Eucarístico de la localidad de Haedo. En 1982 su tía la vincula al diseñador Daniel Desio y así realiza un desfile en el Hotel Residencial de Mar del Plata. En 1985 fue seleccionada para una publicidad de 7up y tras una nota de la revista Siete Días pasa a ser conocida como: «La chica que bajó del cielo». En 1986 ya siendo reconocida en el medio del modelaje, es llamada como modelo por marcas como Adidas y Christian Dior. Un año más tarde parte a África para filmar un video para la marca Dufour.
En 1987, su rostro obtiene popularidad masiva en Buenos Aires después de una campaña publicitaria de la firma de estilistas española Llongueras, en la cual simplemente se contrastaba su bello rostro en el icónico corte de pelo en cabello lacio y oscuro en contraste con el cabello rizado y rojizo del modelo masculino Vito, las imágenes han sido publicadas mundialmente en la revista Hairstyles. Ese mismo año le ofrécen entrar en el medio televisivo conduciendo el programa de televisión Onda Joven junto a Gerardo  Baamon. Con el tiempo, consiguió viajar a España para hacer publicidades de varios países europeos. Regresando a la Argentina, su fama crece en el país y revistas nacionales como Para Ti, Plena y Mujer la convocan.
De esa forma, obtuvo un contrato con el fabricante de lencería Caro Cuore y pasó a ser conocida como «La chica del pelito corto», la más famosa del personal de Pancho Dotto. Tiempo después, con su hermano creó su propia empresa de ropa llamada By Araceli jeans.
En 1990, tras una publicidad emblemática de la firma de jeans By Deep, el canal de televisión Canal 13 la contrata como actriz para la tira La banda del Golden Rocket que duró desde 1991 hasta 1993. Esta fue una telecomedia juvenil con un éxito excepcional, compartiendo reparto con actores consagrados en la actualidad que en ese entonces comenzaban a tener relevancia artística tales como Diego Torres, Fabián Vena, Gloria Carrá, Adrián Suar, Eleonora Wexler, entre otros tantos.
En 1994 protagoniza Nano con Gustavo Bermúdez y obtiene su primer premio Martín Fierro, dado a la actriz revelación del año 1994. Su personaje Camila es uno de los más recordados donde interpretaba el papel de una sordomuda, por dicho personaje pasó seis meses estudiando lenguaje de señas.
En 1995 protagoniza la telenovela Sheik, también junto a Gustavo Bermúdez, la cual no tuvo grandes resultados de audiencia. Tiempo más tarde cambiaría de pareja actoral y junto a Osvaldo Laport protagonizó la telenovela El último verano en 1996. En 1997, incursiona en el teatro con Y las sirenas cantarán... junto al actor Rodolfo Bebán, con total éxito, ese mismo años protagonizó la telenovela Carola Casini por la Productora Pol Ka. En 1999 rueda el filme Alma mía junto a Pablo Echarri, con gran éxito, dicha película fue el primer largometraje argentino lanzado en DVD. 
Tiempo después volvió a conducir programas, esta vez junto a Julián Weich con el ciclo de entretenimiento Fort Boyard, el cual fue realizado en Francia y contó con 14 emisiones, en el año 2000 condujo la segunda temporada de ese programa. Más tarde protagonizó la tira Primicias de Pol-ka junto a Arturo Puig y María Valenzuela. Pero el programa no fue exitoso por lo que entonces la productora cambia el rumbo de la tira, así como el personal protagónico.
En 2001 protagoniza, junto a Chayanne y Romina Yan, la telenovela Provócame para Telefe. En 2002 vuelve a protagonizar junto a Gustavo Bermúdez, en este caso se trató de la telenovela 1000 millones. Al año siguiente condujo el programa Hacelo por ella, en El Trece.
En 2005 se une a la segunda temporada de la telenovela Los Roldán; ese mismo año también realiza el noveno capítulo de la primera temporada de Mujeres asesinas, titulado «Margarita Herlein, probadora de hombres», donde encarna a una bella mujer en busca del hombre perfecto.
En 2006 es convocada nuevamente para protagonizar un capítulo de Mujeres asesinas de la su segunda temporada donde encarnó a «Irma, la de los peces». También trabajó en la adaptación argentina de Amas de casa desesperadas, donde interpreta el papel de Gabrielle Solis, protagonizado por Eva Longoria en la versión original, el papel de Araceli es una ama de casa que no es feliz con su marido, rodeada de superficialidad y que mantiene una relación a escondidas con su jardinero, papel encarnado por Rodrigo Guirao.
En 2007 protagoniza un comercial del Citroën C4 junto a Kiefer Sutherland, más conocido por ser el protagonista de la exitosa serie 24. En mayo del mismo año, vuelve a aparecer en un capítulo de Mujeres asesinas titulado «Blanca, perdida» con Jorge Suárez y Magela Zanotta.
En el año 2008, volvió al teatro junto a Mariano Martínez, Marcela Kloosterboer y Nacho Gadano la obra Closer. 
En 2010 protagoniza el especial de la Fundación Huésped denominado «Sutiles diferencias», en el Día Mundial de la Lucha contra el Sida, con Gabriel Goity, Martín Slipak y Nicolás Condito, emitido por Canal 13.
En 2011 es elegida embajadora argentina junto a Natalia Oreiro y Luisana Lopilato de la marca L'Oréal para el mundo. Al siguiente año, aparece en capítulo de la serie El hombre de tu vida, donde encarnó a una víctima de cáncer de mama. Luego retomaría su carrera como conductora en el ciclo ¿Qué piensan los hombres?, por Fox Life para toda América Latina, por la misma señal al año siguiente protagonizó su propio reality show, Novia a los 40. Presenta su marca de ropa interior femenina, Ara Intimates.
En 2014 interpretó a Andrea Luna en la telenovela Guapas que se emitió por Canal 13, donde compartió protagónico junto a Mercedes Morán, Carla Peterson, Florencia Bertotti e Isabel Macedo.
En 2016 protagonizó la tira Los ricos no piden permiso junto a Luciano Castro y Juan Darthés emitida por eltrece, interpretando a Julia Monterrey es una maestra rural que trabaja en el colegio de la estancia.

## Trayectoria

### Televisión
Ficción
| Año       | Título                     | Personaje                                                       | Canal       |
| --------- | -------------------------- | --------------------------------------------------------------- | ----------- |
| 1991-1993 | La banda del Golden Rocket | Patricia "Pato"                                                 | Canal 13    |
| 1994      | Nano                       | Camila del Molino Río López                                     | Canal 13    |
| 1995      | Sheik                      | Ana Carrizo / Virginia Olguin                                   | Canal 13    |
| 1995      | Poliladron                 | Sofía Cronwell                                                  | Canal 13    |
| 1996      | El último verano           | Agustina Ferrari                                                | Canal 13    |
| 1997      | Carola Casini              | Carola Casini                                                   | Canal 13    |
| 1997      | Poliladron                 | Carola Casini                                                   | Canal 13    |
| 1999      | La Argentina de Tato       | Raffaella Carrà                                                 | Canal 13    |
| 2000      | Primicias                  | Mina Carbonell                                                  | Canal 13    |
| 2001      | Provócame                  | Ana Laura Villalobos Kent                                       | Telefe      |
| 2002      | 1000 millones              | Carolina Marín                                                  | Canal Trece |
| 2005      | Los Roldán                 | Florencia "Flor"                                                | Telefe      |
| 2005      | Numeral 15                 | Mara "Ep: Larga distancia"                                      | Telefe      |
| 2005      | Mujeres asesinas           | Margarita Herlein "Ep: Margarita Herlein, probadora de hombres" | Canal Trece |
| 2006      | Mujeres asesinas 2         | Irma "Ep: Irma, la de los peces"                                | Canal Trece |
| 2006      | Amas de casa desesperadas  | Gabriela Solís                                                  | Canal Trece |
| 2007      | Mujeres asesinas 3         | Blanca "Ep: Blanca, perdida"                                    | Canal Trece |
| 2010      | Sutiles diferencias        | Mariela                                                         | Canal Trece |
| 2012      | El hombre de tu vida       | Diana                                                           | Telefe      |
| 2012      | Dulce amor                 | Tatiana González                                                | Telefe      |
| 2013      | Novia a los 40             | Ella misma                                                      | Fox Life    |
| 2014-2015 | Guapas                     | Andrea Luna                                                     | Eltrece     |
| 2016      | Los ricos no piden permiso | Julia Monterrey                                                 | Eltrece     |

Conducción
| Año       | Título                          | Rol        | Canal       |
| --------- | ------------------------------- | ---------- | ----------- |
| 1987-1988 | Onda verde                      | Conductora | Canal 11    |
| 1999-2000 | Fort Boyard                     | Conductora | Canal Trece |
| 2003      | Hacelo por mamá/Hacelo por ella | Conductora | Canal Trece |
| 2004      | Aquí te espero                  | Conductora | El Trece    |
| 2012      | ¿Qué piensan los hombres?       | Conductora | Utilísima   |

### Cine
| Año  | Título               | Personaje       | Notas                 |
| ---- | -------------------- | --------------- | --------------------- |
| 1990 | Negra medianoche     | Novia de Molina | Debut cinematográfico |
| 1999 | Alma mía             | Alma            | Personaje principal   |
| 2003 | Un día en el paraíso | Tati/Brenda     | Personaje principal   |
| 2021 | Sola                 | Laura Garland   | Personaje principal   |

### Teatro
| Año     | Título                       | Personaje         | Notas |
| ------- | ---------------------------- | ----------------- | ----- |
| 1992-93 | La banda del Golden Rocket   | Patricia "Pato"   | Debut |
| 1997    | Y las sirenas cantarán       | Ariel             |       |
| 2008    | Closer                       | Anna Cameron      |       |
| 2011    | Cuando Harry conoció a Sally | Sally Albright    |       |
| 2017-18 | Los puentes de Madison       | Francesca Johnson |       |

### Literatura
| Año  | Título                      |
| ---- | --------------------------- |
| 2006 | Ada, el jardín y los miedos |

## Publicidades
| Año  | Marca     | Producto | Notas                    |
| ---- | --------- | -------- | ------------------------ |
| 2016 | L'Oréal   | Crema    | Publicidad en televisión |
| 2018 | Teatrical | Crema    | Publicidad en televisión |

## Premios y nominaciones
| Año  | Premio                | Categoría                        | Trabajo nominado           | Resultado |
| ---- | --------------------- | -------------------------------- | -------------------------- | --------- |
| 1995 | Premios Martín Fierro | Artista revelación               | Nano                       | Ganadora  |
| 2003 | INTE                  | Actriz del año                   | Provócame                  | Nominada  |
| 2005 | Premios Martín Fierro | Actriz protagonista de miniserie | Mujeres asesinas           | Nominada  |
| 2006 | Premios Martín Fierro | Actriz protagonista de miniserie | Amas de casa desesperadas  | Nominada  |
| 2014 | Premios Martín Fierro | Actriz en ficción diaria         | Guapas                     | Nominada  |
| 2016 | Premios Martín Fierro | Actriz en ficción diaria - drama | Los ricos no piden permiso | Nominada  |